# Canthigaster rapaensis
Canthigaster rapaensis là một loài cá biển thuộc chi Canthigaster trong họ Cá nóc. Loài này được mô tả lần đầu tiên vào năm 1977.

## Từ nguyên
Từ định danh rapaensis được đặt theo tên gọi của đảo Rapa Iti, nơi mà mẫu định danh của loài cá này được thu thập (–ensis: hậu tố Latinh biểu thị nơi chốn).

## Phân bố và môi trường sống
C. rapaensis ban đầu chỉ được biết đến ở đảo Rapa Iti (thuộc quần đảo Australes), mãi đến năm 2010 thì loài này mới được phát hiện thêm tại đảo Tenoko (quần đảo Gambier).
C. rapaensis sống trên rạn san hô, được tìm thấy ở độ sâu từ 2–31 m.

## Loài bị đe dọa
Các rạn san hô tại các quần đảo Australes và Gambier của Polynésie thuộc Pháp nói chung vẫn còn khỏe mạnh do chúng ở cách xa các tác động của con người. Tuy nhiên, hiện tượng tẩy trắng san hô diễn ra quy mô lớn đã được quan sát ở các vùng của Polynésie thuộc Pháp do nhiệt độ nước biển ngày càng tăng lên. Do phụ thuộc vào môi trường sống rạn san hô nên C. rapaensis được xếp vào Loài nguy cấp theo Sách đỏ IUCN.

## Mô tả
Chiều dài tiêu chuẩn lớn nhất được ghi nhận ở C. rapaensis là 7,8 cm.